# Fort Atacadista
Fort Atacadista, antes chamado Compre Fort, é a bandeira atacado-varejista do Grupo Pereira. Tem como público-alvo proprietários de bares, lanchonetes, restaurantes, hotéis, mercados, padarias e docerias, além do cliente final. Surgiu em outubro de 1999, com a primeira loja do Compre Fort em Joinville, em Santa Catarina, e, já com filiais, se tornou Fort Atacadista em 2009.
Na atualidade, a rede possui 68 lojas, com mais da metade tendo sido abertas nos últimos dez anos - no início, muitas das unidades eram lojas da bandeira supermercadista do grupo, o Comper - e segue expandindo rapidamente o número de unidades: além de Santa Catarina e do Distrito Federal, o Fort atua em mais cinco estados: Mato Grosso, Mato Grosso do Sul, Goiás, São Paulo e Rio Grande do Sul.
O faturamento do grupo passou de R$ 15 bilhões em 2024, cerca de R$ 2 bilhões a mais que no ano anterior e com um aumento de quatro vezes no lucro em uma década, impulsionado pela mudança de perfil do consumidor brasileiro que popularizou os chamados atacarejos. Na atualidade, o Fort representa 70% do faturamento do Grupo Pereira.